# St-Rémy (Champigneul-Champagne)

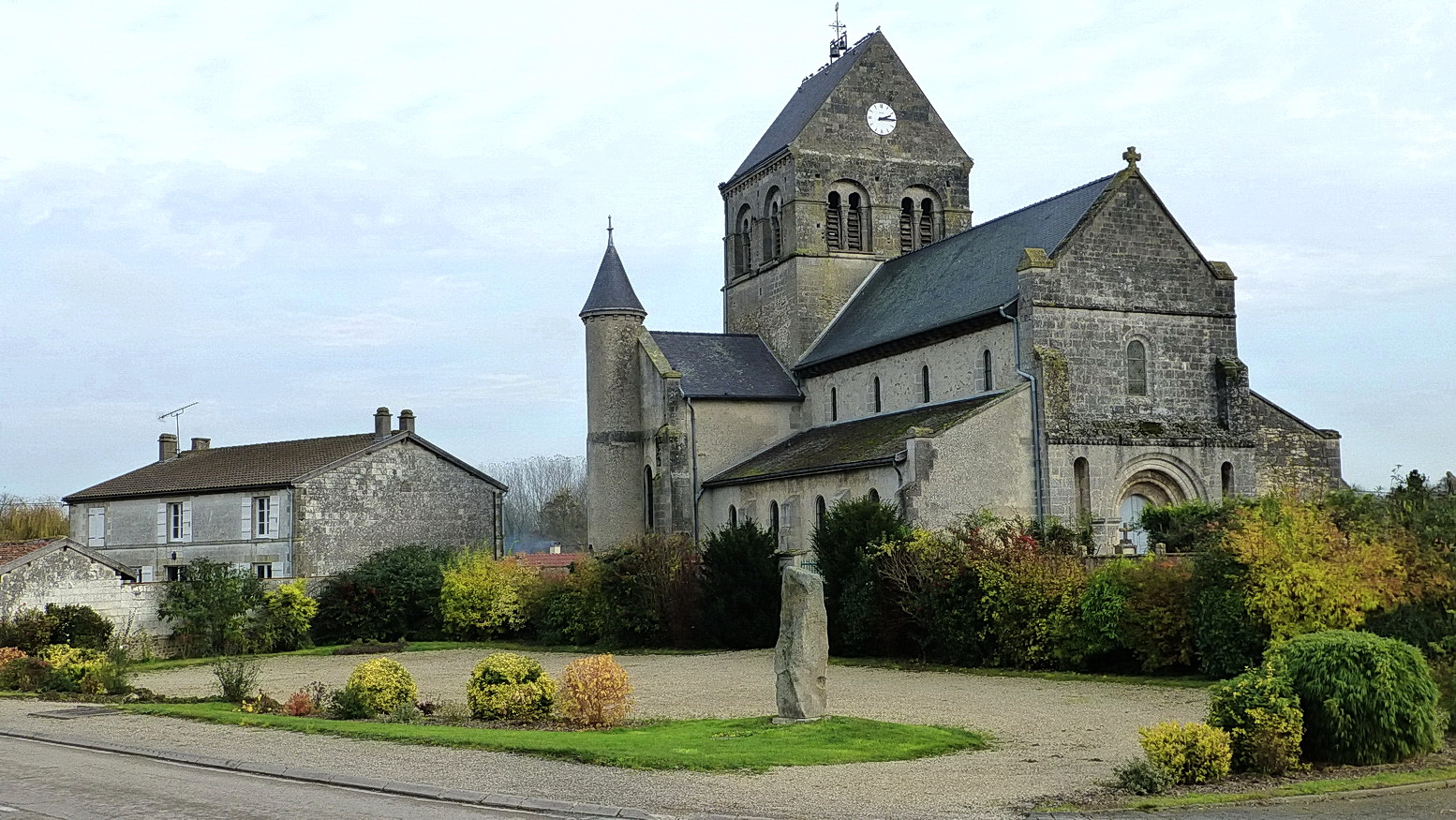
Kirche St-Rémy in Champigneul-Champagne

Die katholische Kirche St-Rémy in Champigneul-Champagne, einer französischen Gemeinde im Département Marne der Region Grand Est, wurde in der ersten Hälfte des 12. Jahrhunderts errichtet.
Die Kirche wird von einem quadratischen Glockenturm überragt, der an allen Seiten Klangarkaden besitzt. Das Langhaus und das Querhaus besitzen eine hölzerne Flachdecke, die Apsis ist eingewölbt.
Von der Kirchenausstattung sind die Figuren des heiligen Remi und der Muttergottes aus dem 18. Jahrhundert erwähnenswert.